# Boričevo
Boričevo – wieś w Słowenii, w gminie miejskiej Novo mesto. W 2018 roku liczyła 32 mieszkańców. 